# Schafzecke
Die Schafzecke oder Frühjahrswaldzecke (Dermacentor marginatus) ist eine große, auffallend bunte Zecke aus der Familie der Schildzecken (Ixodidae). Sie erreicht 3,5 bis 5 mm Körperlänge. Ein vollgesogenes Weibchen kann bis zu 15 mm lang werden. Der beim Männchen den ganzen Körper überdeckende Schild ist mit einer silbern, dunkelgrau und rötlich schimmernden Emailfärbung verziert. Beim Weibchen verdeckt der Schild nur, wie bei anderen Zeckenarten auch, die vordere Körperpartie. Der Körper der sechsbeinigen Larve ist 0,75 mm lang und 0,5 mm breit. Der hinter dem Kopf liegende Rückenschild bedeckt ungefähr die Hälfte des Körpers. Die achtbeinigen Nymphen sind 1,6 mm lang und 0,9 mm breit. In diesem Stadium nimmt der Rückenschild ungefähr ein Drittel der Körperoberseite ein.

## Vorkommen

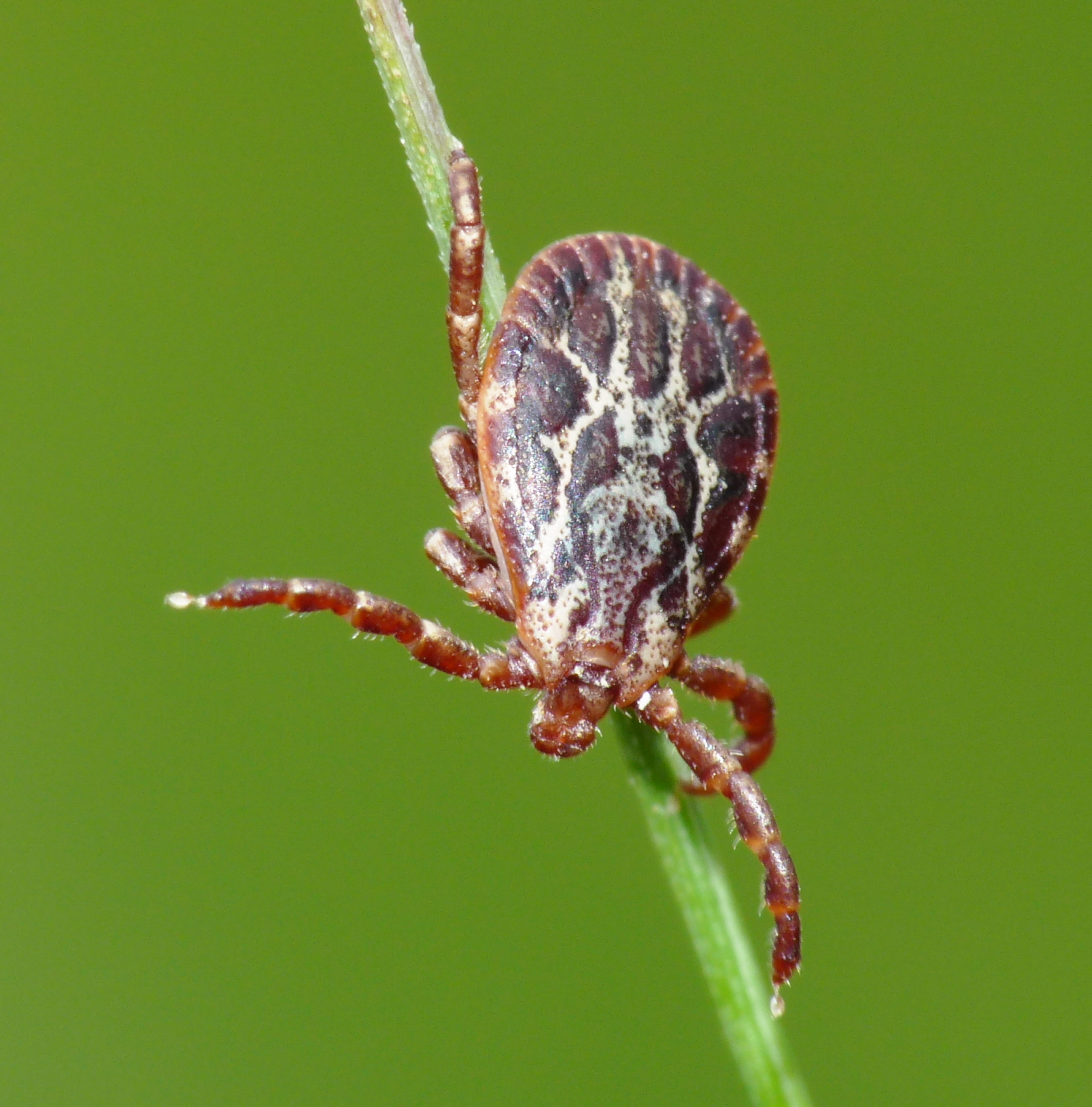
Dermacentor marginatus, Männchen

Schafzecken leben an warmen und trockenen Orten wie sonnigen Waldrändern und auf Trockenrasen. Sie sind vor allem im Mittelmeergebiet häufig. In Mitteleuropa leben sie in Wärmegebieten wie zum Beispiel der Oberrheinischen Tiefebene. In Deutschland ist die Schafzecke vor allem in Baden-Württemberg und Rheinland-Pfalz anzutreffen, gelegentlich wird sie auch in den angrenzenden Gebieten von Bayern, Nordrhein-Westfalen und Hessen beobachtet. In den wärmeren Gebieten Europas ist die Schafzecke neben dem Holzbock die häufigste Zeckenart. Die geschlechtsreifen Schafzecken sind vor allem im zeitigen Frühjahr sowie im Herbst aktiv. Sie sind relativ kältetolerant und erscheinen bald nach der Schneeschmelze. In den Sommermonaten sind dagegen hauptsächlich Larven und Nymphen anzutreffen. Die Entwicklung der Schafzecke dauert ein bis zwei Jahre.

## Lebensweise
Larven und Nymphen parasitieren ausschließlich an kleinen Säugetieren wie dem Maulwurf oder verschiedenen Nagetieren. Die adulten Schafzecken saugen vorzugsweise an Schafen, Pferden und Feldhasen, seltener auch Hunden und Katzen. Auch der Mensch wird befallen.

## Krankheitsüberträger
Die Schafzecke gilt als einer der Überträger des Q-Fiebers, einer in Deutschland nach dem Infektionsschutzgesetz meldepflichtigen Erkrankung. Ebenso können die Erreger der Tularämie („Hasenpest“), des Rocky-Mountain-Fleckfiebers, des sibirischen Zeckenbissfiebers, der Rinderanaplasmose und der Babesiose des Hundes übertragen werden. Schafzecken gelten daher bei Menschen, Haus- und Nutztieren als wichtige Gesundheitsschädlinge.